# Czerchów
Czerchów – wieś w Polsce położona w województwie łódzkim, w powiecie zgierskim, w gminie Ozorków.
Na wschód od Czerchowa znajduje się grodzisko pierścieniowate z IX–XI w. Przypuszcza się, że w tamtym okresie gród w Czerchowie zastępował gród łęczycki i był ośrodkiem zarządu państwa plemiennego tzw. Łęczycan. Pierwsza wzmianka o Czerchowie pochodzi z 1357 roku.
12 września 1939 wkraczający do wsi żołnierze Wehrmachtu dokonali zbrodni na ludności cywilnej. Niemcy wyciągali z budynków i piwnic przerażonych mieszkańców i mordowali. W ten sposób śmierć poniosło 8 osób, część wsi została spalona.
W latach 1975–1998 miejscowość administracyjnie należała do ówczesnego województwa łódzkiego.